# Liste der Auslandsreisen von Bundespräsident Roman Herzog

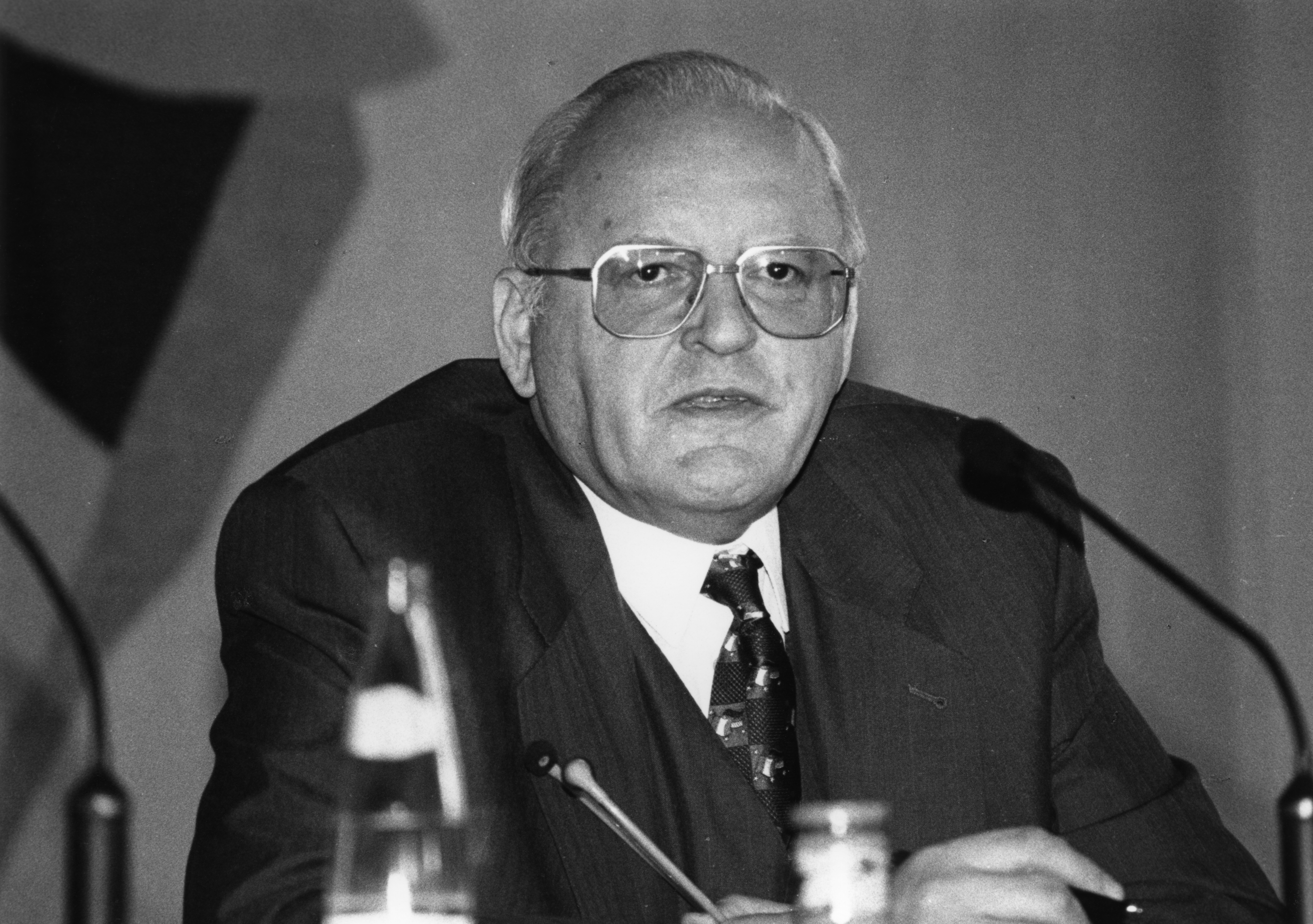
Roman Herzog (1997)

Der deutsche Bundespräsident Roman Herzog hat während seiner Amtszeit vom 1. Juli 1994 bis zum 30. Juni 1999 folgende offizielle Auslandsreisen durchgeführt.

## 1994
| Datum     | Ort        | Hauptgrund                              |
| --------- | ---------- | --------------------------------------- |
| Juli      | Frankreich |                                         |
| August    | Polen      | 50. Jahrestag des Warschauer Aufstandes |
| August    | Belgien    | NATO                                    |
| August    | Österreich |                                         |
| September | Ungarn     |                                         |
| Oktober   | Belgien    |                                         |
| Oktober   | Luxemburg  |                                         |
| Dezember  | Israel     |                                         |

## 1995
| Datum     | Ort        | Hauptgrund             |
| --------- | ---------- | ---------------------- |
| Januar    | Schweiz    | WEF                    |
| September | Schweiz    |                        |
| Oktober   | Frankreich | Europäisches Parlament |
| November  | Brasilien  |                        |

## 1996
| Datum     | Ort                 | Hauptgrund |
| --------- | ------------------- | ---------- |
| Januar    | Äthiopien           | OAU        |
| Mai       | Venezuela           |            |
| September | Slowenien           |            |
| November  | Volksrepublik China |            |
| November  | Nepal               |            |

## 1997
| Datum     | Ort                | Hauptgrund |
| --------- | ------------------ | ---------- |
| Mai       | Österreich         |            |
| Juli      | Vereinigte Staaten |            |
| September | Russland           |            |

## 1998
| Datum     | Ort                    | Hauptgrund |
| --------- | ---------------------- | ---------- |
| Februar   | Ukraine                |            |
| Februar   | Kirgisistan            |            |
| Februar   | Polen                  |            |
| März      | Südafrika              |            |
| April     | Namibia                |            |
| Juli      | Dänemark               |            |
| September | Südkorea               |            |
| September | Mongolei               |            |
| November  | Israel                 |            |
| Dezember  | Vereinigtes Königreich |            |

## 1999
| Datum | Ort      | Hauptgrund |
| ----- | -------- | ---------- |
| Mai   | Litauen  |            |
| Mai   | Lettland |            |